# Тер-Захарова, Марианна Рубеновна
Марианна Рубеновна Тер-Захарова (1925—1999) — советский и российский театральный педагог Театрального училища им. Б. В. Щукина.

## Биография
Родилась в 1925 году.
В 1950 году окончила режиссёрский факультет ГИТИСа.
Работала режиссером в Саратовском драматическом театре им. Маркса и в Московском областном театре драмы имени А. Н. Островского.
С 1958 года преподаватель мастерства актера и режиссуры в Театральном училище им. Щукина. Профессор. Автор ряда статей.
Среди её воспитанников актёры и режиссёры: А. Пороховщиков, В. Фокин, Н. Усатова, И. Купченко и многие другие.
Умерла в 1999 году.

## Награды и звания
- Медаль ордена «За заслуги перед Отечеством» II степени (7 февраля 1995 года) — за заслуги перед государством, успехи, достигнутые в труде, науке, культуре, искусстве, большой вклад в укрепление дружбы и сотрудничества между народами[2]